# Sportpark Krakelingweg
Sportpark Krakelingweg is een sportaccommodatie in Zeist voor hockey, golf en tennis.
Op dit sportpark bevinden zich de velden van hockey- en golfclub Schaerweijde en van tennisclub ZTC Shot. Voorheen kon er ook aan cricket worden gedaan. Het terrein is zo ongeveer zo oud als de club Schaerweijde zelf. Er zijn vier hockeyvelden, waarvan het waterveld dateert uit 2002. De negen-holes golfbaan dateert uit 1984 en is om de hockeyvelden heen aangelegd. Daarnaast zijn er ook een aantal gravelbanen voor tennis. Op het terrein bevindt zich tevens een sporthal. Het clubhuis van Schaerweijde is gebouwd op een heuvel en van hieruit kan men onder meer via een trap de hockeyvelden bereiken.